# Козелев, Александр
Александр Козелев (нем. Alexander Koseleff, исп. Alejandro Koseleff; 9 мая 1903, Бахмут — 1971, Штайнах-на-Бреннере) — пианист и дирижёр российского происхождения.
Родился в семье еврея-торговца Михаила Козелева (1868—1943; погиб в лагере уничтожения Аушвиц) и его жены Софьи, урождённой Хмельницкой. Брат психолога Пауля Козелева и искусствоведа Ольги Козелев-Гордон. В 1906 г. семья перебралась в Германию, обосновавшись первоначально в Дрездене.
Учился в Веймарской высшей школе музыки у Рихарда Ветца (композиция) и Пауля Эльгерса (фортепиано), затем в Лейпцигской высшей школе музыки у Германа Грабнера (композиция) и Макса фон Пауэра (фортепиано). В 1927 г. корепетитор в оперном театре Геры, с 1930 г. в Берлине. В 1933 г. капельмейстер городского театра в Лигнице. Затем работал в Вене, дирижировал камерным оркестром, исполняя новейший репертуар — в частности, Пауля Хиндемита и Артюра Онеггера.
После аншлюса Австрии в 1938 году покинул Европу и обосновался в Перу. Как пианист выступал дуэтом со скрипачкой Йолантой Вагхальтер, как дирижёр работал с Национальным симфоническим оркестром и другими коллективами. В 1943—1945 гг. работал в Буэнос-Айресе, затем вернулся в Перу и поселился в Арекипе, где основал и возглавил в качестве главного дирижёра Оркестровое общество Арекипы (исп. Asociación Orquestal de Arequipa) и хоровой коллектив, названный именем Луиса Дункера Лавалье. Преподавал гармонию в музыкальной школе Арекипы. В октябре 1948 года после восстания сторонников Американского народно-революционного альянса против правительства президента Бустаманте был вместе с женой выслан из Перу в США за «марксистскую деятельность международного характера».
Жена, Элизабет (урождённая Фукс; 1901—1996), в 1928 г. работала секретарём австрийского посольства в Румынии. Внук, Пьер-Венсан Козелефф (род. 1964) — французский математик, сотрудник INRIA.